# Jan Jiskoot

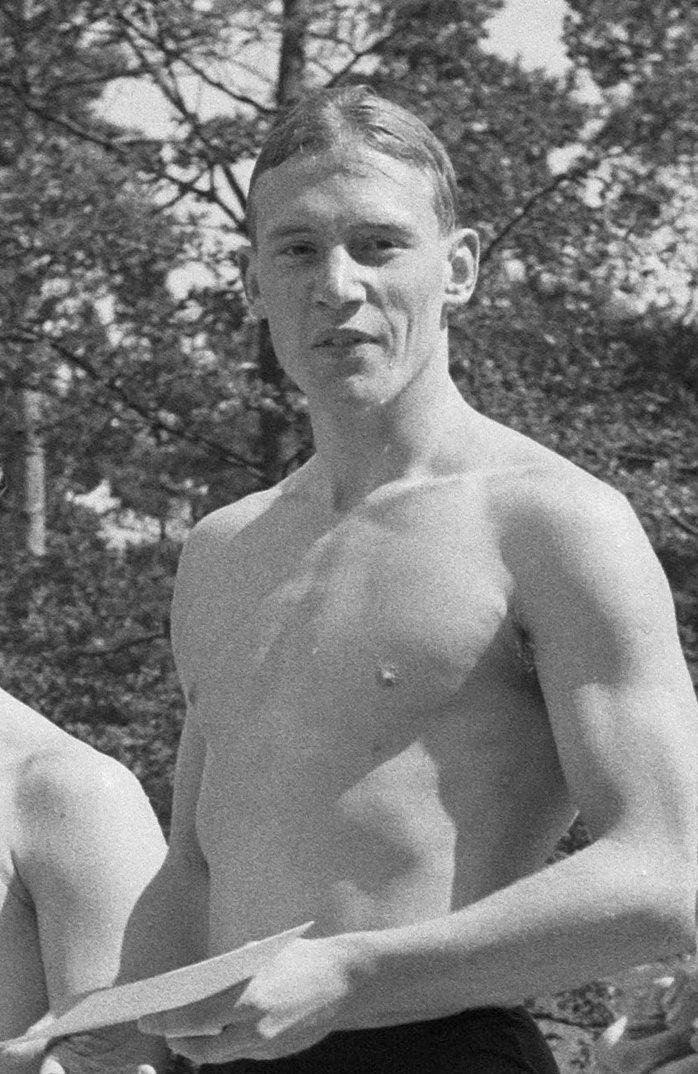
Jan Jiskoot (1960)

Johannes „Jan“ Jiskoot (* 3. März 1940 in Dordrecht) ist ein ehemaliger niederländischer Schwimmer. Er gewann bei Europameisterschaften je eine Silber- und Bronzemedaille.

## Karriere
Jan Jiskoot gewann von 1960 bis 1966 vierzehn niederländische Meistertitel. Dabei gewann er anfangs im Rückenschwimmen, dann im Schmetterlingsschwimmen, im Lagenschwimmen und im Freistilschwimmen.
Bei den Olympischen Spielen 1960 in Rom schied Jiskoot über 100 Meter Rücken im Vorlauf aus. In der erstmals bei Olympischen Spielen ausgetragenen 4-mal-100-Meter-Lagenstaffel qualifizierte sich die niederländische Staffel in der Besetzung Jan Jiskoot, Wieger Mensonides, Gerrit Korteweg und Ron Kroon mit der sechstbesten Zeit für das Finale. Im Endlauf kamen die Niederländer nicht an ihre Vorlaufzeit heran und belegten den achten Platz.
Zwei Jahre später bei den Schwimmeuropameisterschaften 1962 in Leipzig gewann die Lagenstaffel aus der DDR vor der Staffel aus der Sowjetunion. Dahinter erkämpften Jan Weeteling, Wieger Mensonides, Jan Jiskoot und Ron Kroon die Bronzemedaille. Über 400 Meter Lagen siegte Gennadi Androssow aus der Sowjetunion mit vier Sekunden Vorsprung vor Jan Jiskoot, der nach 5:05,5 Minuten seinerseits 0,4 Sekunden Vorsprung vor Jürgen Bachmann aus der DDR hatte. Jiskoot war auch Mitglied der 4-mal-100-Meter-Freistilstaffel, die den siebten Platz belegte. Bei den Europameisterschaften gab es keinen Wettbewerb über 100 Meter Schmetterling. Der Europarekord über diese Strecke wurde binnen eines Monats nach den Europameisterschaften viermal verbessert. Am 18. September 1962 schwamm Jiskoot in Paris 59,5 Sekunden und war damit der erste Europäer, der diese Strecke unter einer Minute bewältigte. Dieser Europarekord hielt bis August 1964.
1964 trat Jiskoot bei den Olympischen Spielen in Tokio viermal an. Dabei erreichte er lediglich über 400 Meter Lagen den Endlauf, als er im Vorlauf die achtschnellste Zeit schwamm. Im Finale belegte er den sechsten Platz, wobei er seine persönliche Bestzeit auf 5:01,9 Minuten verbesserte. Die niederländische 4-mal-100-Meter-Freistilstaffel mit Ron Kroon, Vinus van Baalen, Jan Jiskoot und Johan Bontekoe belegte in den Vorläufen den zehnten Platz. Die Lagenstaffel mit Jan Weeteling, Hemmie Vriens, Jan Jiskoot und Ron Kroon verfehlte als neuntschnellstes Quartett den Finaleinzug nur um 0,3 Sekunden. Zum Abschluss der Wettbewerbe traten Johan Bontekoe, Jan Jiskoot, Ron Kroon und Bertus Sitters mit der 4-mal-200-Meter-Freistilstaffel an und schwammen im Vorlauf die zwölftschnellste Zeit.
Der 1,77 Meter große Jan Jiskoot schwamm für den Verein Merwede aus Dordrecht.